# Sony Alpha 350
Aucun α 380
Le Sony Alpha 350 (typographié α 350) est un reflex d'entrée de gamme commercialisé à partir de 2008 par Sony.